# Punctoribates palustris
Punctoribates palustris är en kvalsterart som först beskrevs av Banks 1895.  Punctoribates palustris ingår i släktet Punctoribates och familjen Punctoribatidae. Inga underarter finns listade i Catalogue of Life.